# Местре
Местре (итал. Mestre) — бывший город, через который исторически осуществлялась связь островов Венецианской лагуны с материковой частью области Венеция.
Современный Местре наряду с Маргерой — один из наиболее населённых районов города Венеция с промышленными предприятиями и 89-тысячным населением. Каждый сентябрь в Местре проходит международный теннисный турнир.

## История
Хотя предание приписывает основание Местре одному из спутников троянца Антенора, первое упоминание о городе историки находят в указе Оттона III, даровавшем эти места графу Тревизо. В 1152 г. папа Евгений III признал синьором Местре тревизского епископа, однако в 1257 г. епископы уступили город кондотьеру Альберико да Романо.
В XIV веке на обладание Местре претендовали веронские Скалигеры. После 14 лет их господства Местре и Тревизо были в 1337 г. отвоеваны венецианцами, которые соединили город с метрополией каналом.

## Транспорт
Автобусная сеть и транслор (2 линии). 
Автобусные маршруты и одна линия транслора связывают Местре с Венецией по дамбе.